# John Lyon-Dalberg-Acton (3e baron Acton)
John Emerich Henry Lyon-Dalberg-Acton (né Dalberg-Acton ; 15 décembre 1907 - 23 janvier 1989), est un pair et soldat britannique.

## Biographie
Acton est né à Bordighera, en Ligurie, en Italie, le fils aîné et troisième des neuf enfants de Richard Lyon-Dalberg-Acton (2e baron Acton), diplomate au service extérieur et de Dorothy Lyon, le seul enfant de Thomas Henry Lyon d'Appleton Hall, Cheshire .
La famille vit en Allemagne lorsque la guerre éclate. Ils sont temporairement détenus à Baden-Baden en 1914. En 1915, Lord Acton devient chargé d'affaires à Berne. En 1919, son père ajoute le nom et les armes supplémentaires de Lyon lorsque Lady Acton hérite de son père . Sa mère est décédée en 1923, alors que sa plus jeune sœur n'a que 2 ans .
Il fait ses études au Royal Military College de Sandhurst et au Trinity College de Cambridge. Il hérite des titres de famille à la mort de son père en 1924 .
Son seul frère, Richard William Heribert Peter Lyon-Dalberg-Acton (1909-1946), est tué dans un accident d'avion en Gambie en 1946 .
En décembre 1945, Acton est nommé membre de la Division militaire de l'Ordre de l'Empire britannique. En février 1947, il est nommé lieutenant-adjoint du Shropshire mais démissionne de sa commission en novembre de la même année parce qu'il a cessé de vivre dans le comté. Dans les honneurs du Nouvel An 1964, Acton est nommé compagnon de l'Ordre de Saint-Michel et Saint-Georges.
Acton est un fervent catholique . Il est fondateur et président du club national multiracial de Salisbury, en Rhodésie.

## Famille
Il épouse Daphne Strutt (décédée en 2003), fille de Robert Strutt (4e baron Rayleigh), le 25 novembre 1931. Le couple a onze enfants :
- Pelline Margot Lyon-Dalberg-Acton (née le 24 décembre 1932)
- Charlotte Lyon-Dalberg-Acton (1934-1935)
- Catherine Lyon-Dalberg-Acton (née le 30 décembre 1939)
- Richard Lyon-Dalberg-Acton, 4e baron Acton (30 juillet 1941 – 10 octobre 2010)
- révérend Chanoine John Charles Lyon-Dalberg-Acton (né le 26 janvier 1943 -25 décembre 2016)
- Robert Peter Lyon-Dalberg-Acton (né le 23 juin 1946)
- Jill Mary Joan Lyon-Dalberg-Acton (née le 15 juin 1947)
- Professeur Edward David Joseph Lyon-Dalberg-Acton (né le 4 février 1949)
- Peter Hedley Lyon-Dalberg-Acton (né le 27 mars 1950)
- Mary Anne Lyon-Dalberg-Acton (née le 30 mars 1951)
- Jane Lyon-Dalberg-Acton (née le 25 janvier 1954)

Il est décédé à Majorque, en Espagne, en 1989.